# Січневе повстання (1863)

Герб повстанців: Корона Королівства Польського (Білий орел), Велике князівство Литовське (Погоня) та Велике князівство Руське (Архангел Михаїл) 1863 року

Січневе повстання — шляхетське повстання 1863–1864 років на землях колишньої Речі Посполитої. Разом із поляками у повстанні взяли участь литовці, білоруси й українці.
Найбільше повстання, що знайшло підтримку міжнародної громадської думки. Повстання мало характер партизанської війни, під час якої відбулося близько 1 200 битв і сутичок. Скінчилося поразкою повстанців, з яких кількадесят тисяч загинули в сутичках, близько 1 000 були страчені, близько 38 000 засуджені до каторги чи заслані до Сибіру, а близько 10 000 подалися на еміграцію. Місто Вільно було пацифіковане російськими загонами Муравйова, який вдався до жорстоких розправ.

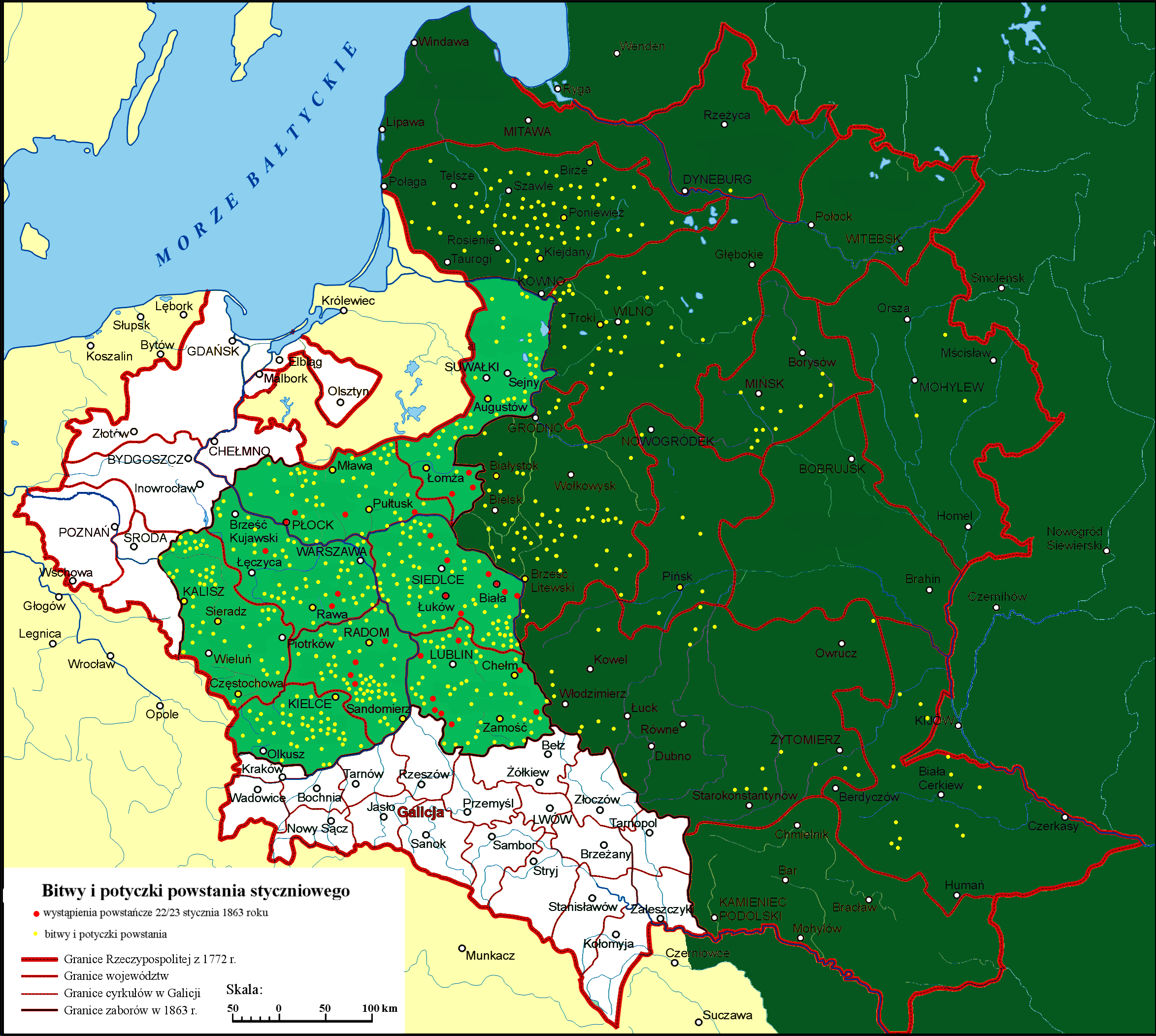
Січневе повстання 1863—1864

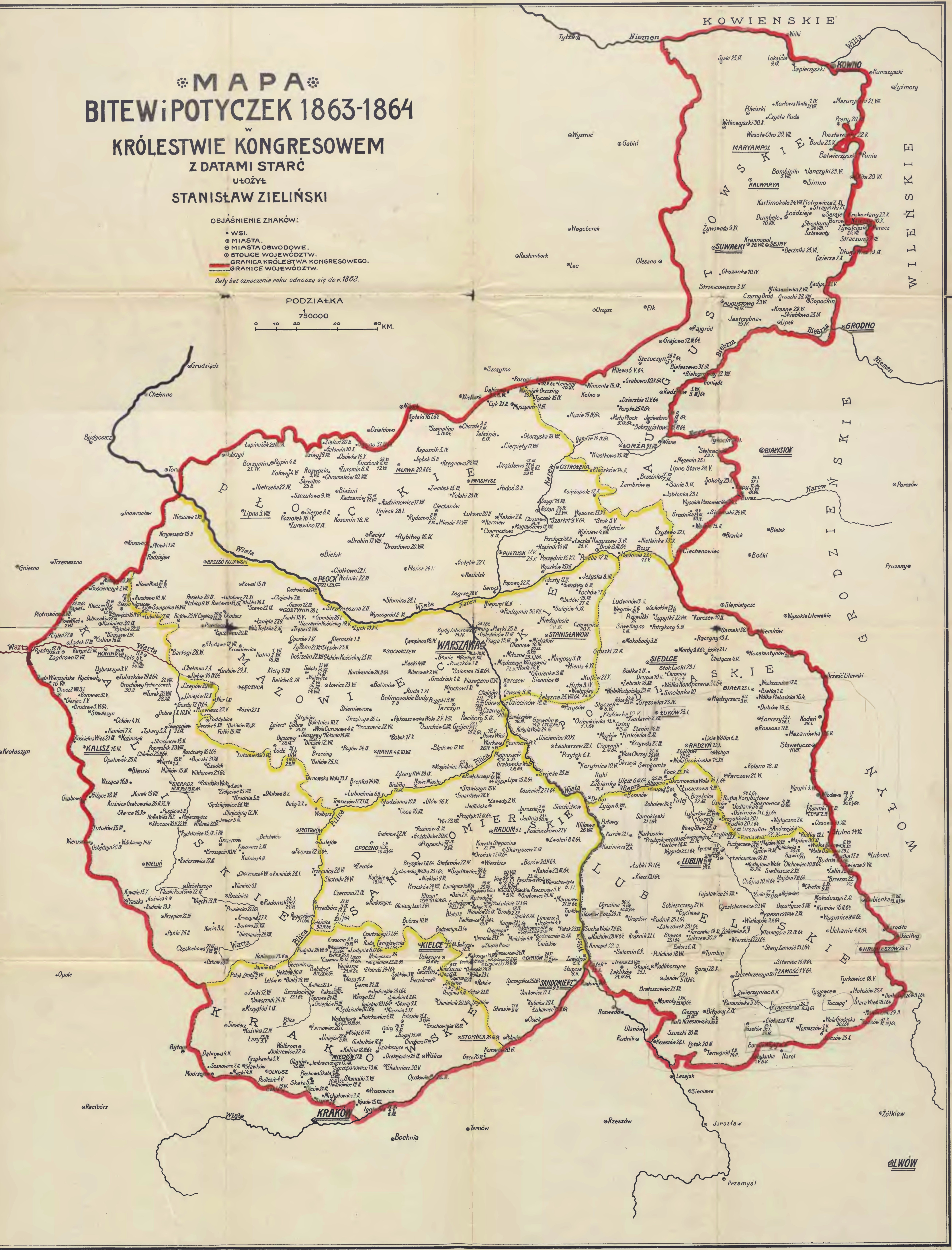
Битви та сутички у Королівстві

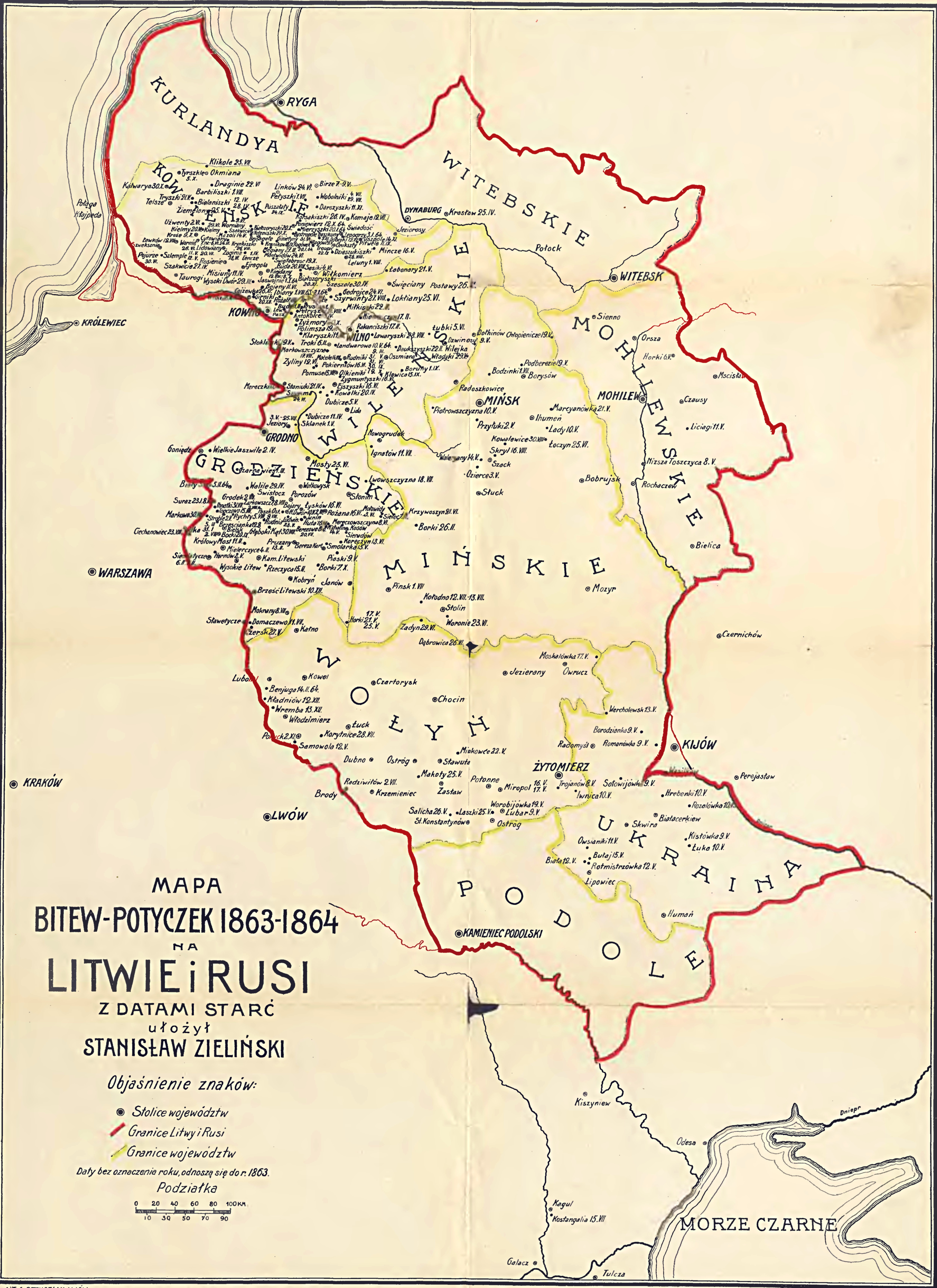
Бої та сутички в Україні, Білорусі та Литві

## Передумови повстання

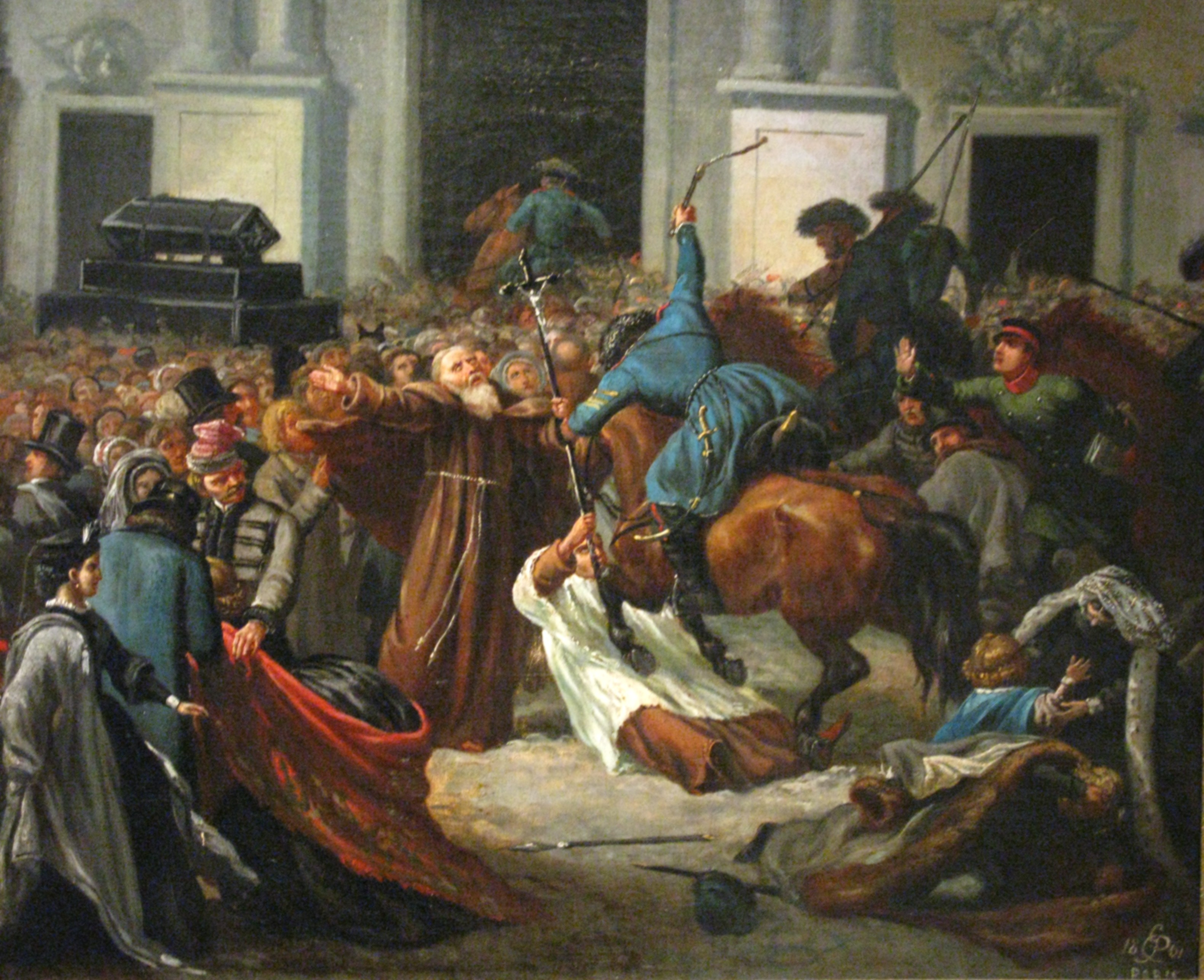
Напад козаків на костел святої Анни у Варшаві 27 лютого 1861 року

Причиною повстання стало прагнення передової частини польсько-литовського суспільства здобути національну незалежність і відновити державність. Піднесенню національного руху Республіки Обидвох Націй сприяли успіхи у визволенні та об'єднанні Італії, зростання демократичних сил у європейських країнах, утворення та діяльність таємних радикально-демократичних організацій у Росії.
Польські патріотичні організації, що виникли наприкінці 1850-х років у середовищі студентів і офіцерів російської армії, розпочали підготовку повстання у порозумінні з російськими змовниками. Наприкінці 1861 року у національному русі склалися два головні політичні табори, які отримали назву партій «білих» і «червоних».
«Білі» представляли переважно помірковані шляхетські та буржуазні кола, виступали за ведення тактики «пасивної опозиції», яка б дозволила здобути політичну автономію Королівства і приєднати, згідно з кордонами 1772 року, литовські, білоруські та українські землі. «Червоні» включали різнорідні соціально-політичні елементи (переважно шляхту, міщанство, інтелігенцію, частково селянство), яких об'єднувало прагнення здобути збройним шляхом повну незалежність Польщі і відновити державу у кордонах 1772 року (тільки частина «червоних» визнавала права литовців, білорусів та українців на самовизначення). Консервативно-аристократичні кола, очолювані маркграфом О. Вельопольським, виступали за досягнення угоди з імперіалізмом за рахунок певних поступок на користь автономії Королівства.
У червні 1862 «червоні» утворили Центральний Національний Комітет (ЦНК), в якому провідну роль грали Я. Домбровський, 3. Падлевський, Б. Шварце, А. Гіллер (розробив план збройного повстання). У підготовці до повстання брали участь члени «Комітету російських офіцерів у Польщі», одним із засновників і керівників якого був українець А. Потебня. Комітет передбачав, що повстання в Польщі дасть поштовх для загальноросійської революції. Початок повстання призначили на весну 1863 року.

## Перебіг подій

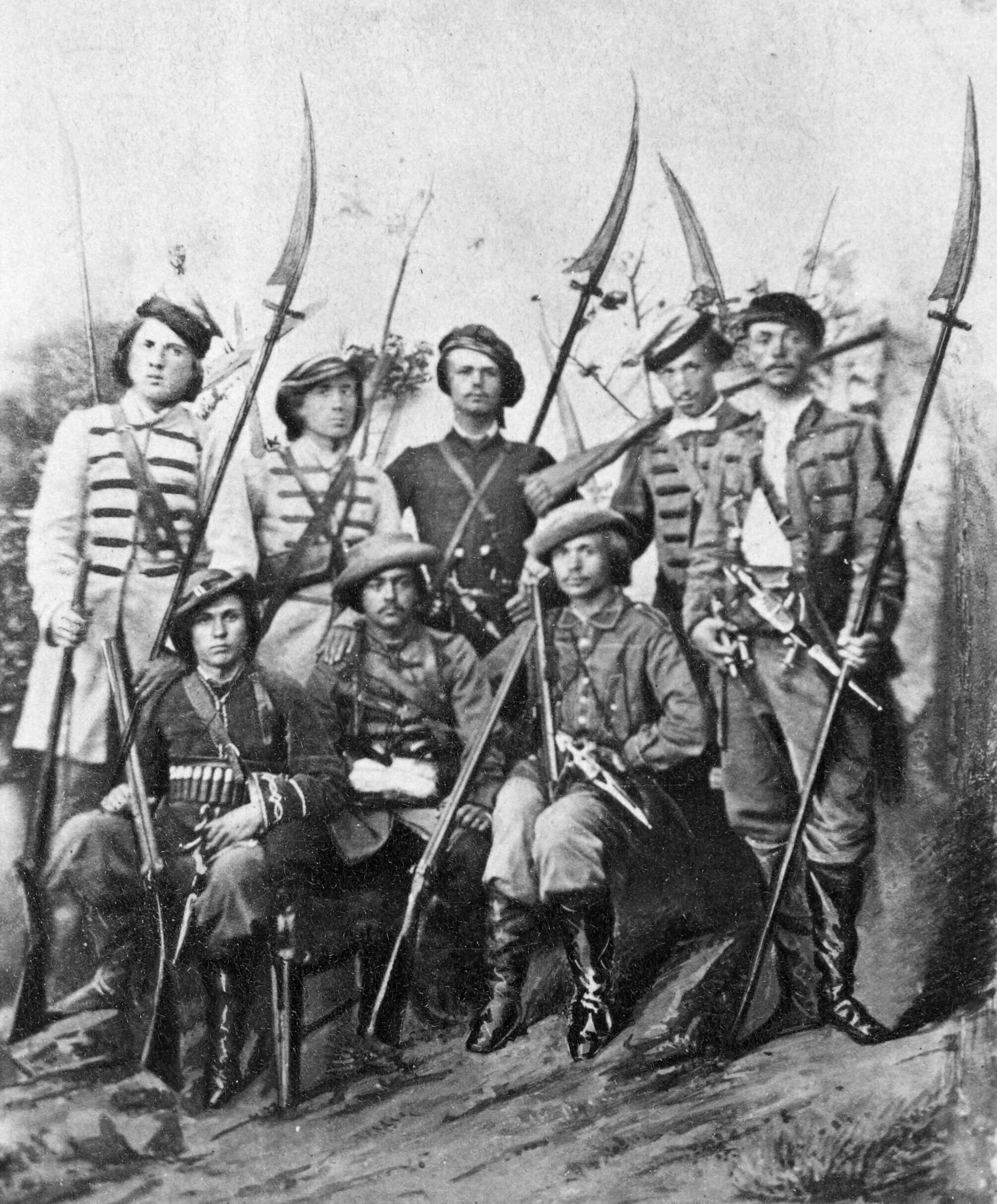
Повстанці-косарі. 1863 рік

ЦНК утворив Національний Уряд і таємні комітети в Королівстві, а також у Литві, Білорусі і Правобережній Україні, мав своїх представників у європейських країнах. Намагаючись послабити організації «червоних», уряд за ініціативою О. Вельопольського оголосив позачерговий рекрутський набір за заздалегідь підготовленими списками, в яких було чимало змовників, що послужило приводом до повстання. 10(22) січня 1863 року ЦНК проголосив початок національного повстання, а себе іменував тимчасовим національним урядом. На заклик ЦНК загони повстанців напали на імперські гарнізони. ЦНК видав Маніфест до польського народу і декрети про скасування панщини та проголошення селян власниками своїх наділів із подальшою компенсацією поміщикам за втрачені землі.
У травні 1863 року ЦНК перетворився у Національний уряд (НУ), створив розгалужену підпільну адміністративну мережу (поліція, податки, пошта тощо), яка тривалий час успішно діяла паралельно з імперською адміністрацією. Від початку повстання виявились значні розбіжності між «білими» і «червоними». «Білі» розраховували на інтервенцію західних держав і протистояли радикальним соціально-політичним планам «червоних». Спроби поставити на чолі повстання диктаторів — спочатку Л. Мєрославського від «червоних», а потім М. Лянгевича від «білих» — не принесли бажаних наслідків. Західні держави обмежилися дипломатичними демаршами.

### В Україні
У лютому 1863 ЦНК звернувся до українських селян із закликом приєднатися до повстання. Однак селяни не підтримали виступ, не поділяючи зазіхань польської шляхти на українські землі. У збройних загонах на Київщині та Волині брала участь переважно польська шляхта. Найбільші з цих загонів під проводом В. Рудницького, Е. Ружицького намагалися чинити опір імперськими військам, але вже наприкінці травня змушені були перейти австрійський кордон.

## Кінець повстання

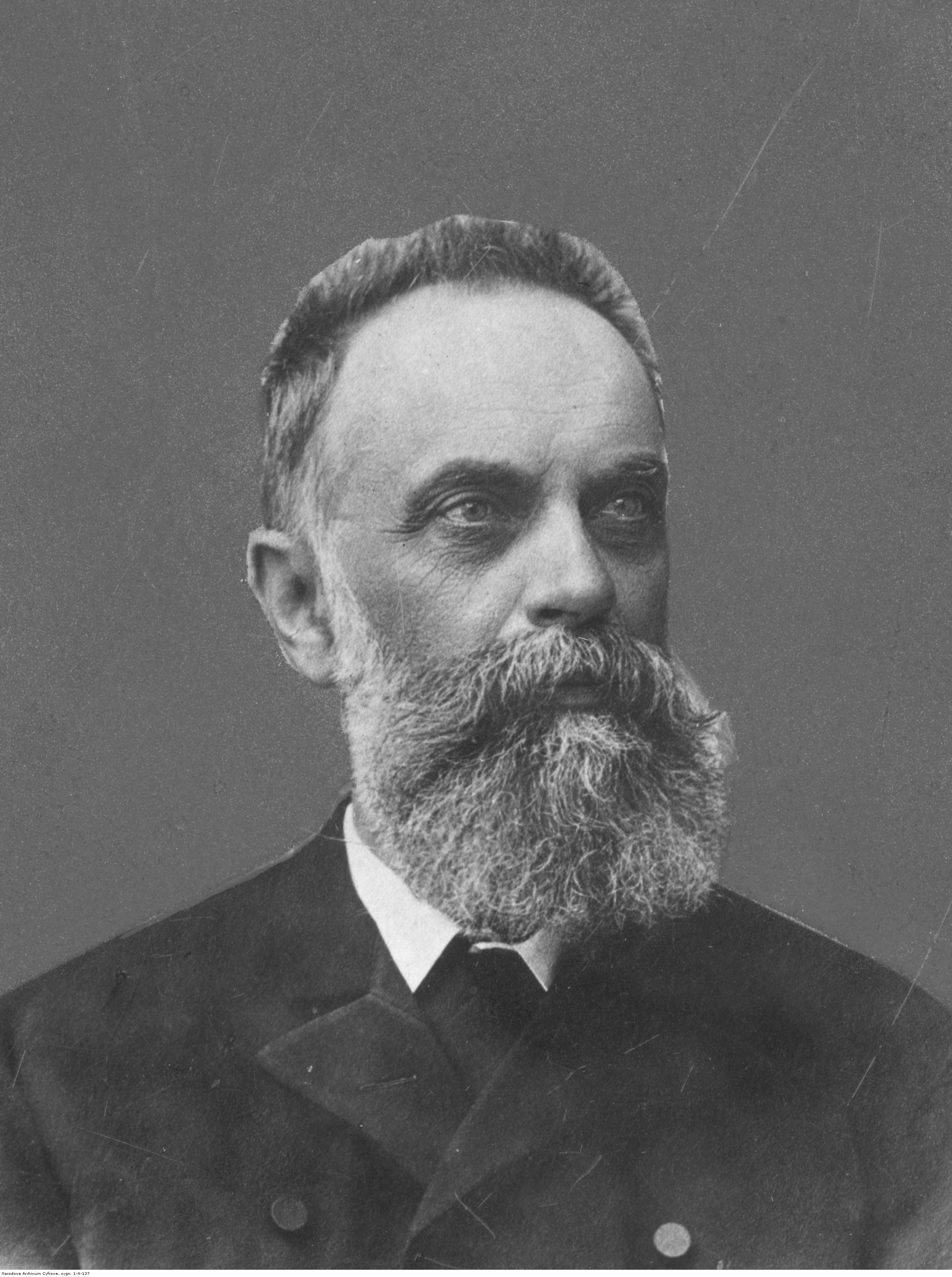
Мар'ян Дубецький — секретар від Русі в Національному Уряді часів Січневого повстання

У червні-липні 1863 року в результаті репресій Муравйова від підтримки повстання відійшли поміщики Литви і Білорусі. Тоді до складу Віленського комітету був повернутий Калиновський, а 31 липня 1863 року очолив його. 22 серпня Калиновському були передані повноваження комісара варшавського уряду у Вільні. Таким чином, в руках Калиновського була зосереджена вся повнота влади в повстанській організації на землях Литви і Білорусі. На найважливіші посади Калиновський поставив своїх однодумців — так, В. Врублевський став воєначальником Гродненського воєводства, І. Ямант — комісаром у Мінську, А. Мацкевич — військовим організатором збройних сил Ковенського воєводства.
Однак, і новому складу керівництва не вдалося досягти перелому у воєнних діях. Під початок вересня 1863 року повстання в литовсько-білоруських губерніях було практично придушено.
17 жовтня 1863 року «червоні», опанувавши НУ, призначили нового диктатора — генерала Р. Траугутта. Спроби Р. Траугутта посилити повстання зазнали невдачі. Ще влітку 1863 року імператор призначив генерал-губернатором Литви і Білорусі (Північно-Західного краю) М. Муравйова, а намісником Королівства — Ф. Берга, які з метою придушення повстання вдалися до жорстоких репресій і терору, включно з покаранням на смерть священиків, які духовно підтримували борців проти імперсько-російського гноблення.
16 грудня в Ковно російська влада повісила Антона Мацкевича, призначеного Калиновським організатора збройних сил Ковенського воєводства. 21 і 30 грудня були повішені друзі Калиновського Гнат Зданович і Тит Далівський.
Водночас на початку березня 1864 року уряд оголосив укази про селянську реформу, яка проводилася на вигідніших для селян умовах, ніж в інших землях імперії. До вересня 1864 року повстання було придушено, тільки окремі загони протрималися до початку 1865 року. У ніч на 29 січня 1864 року голова повстання в Білорусі та Литві Кастусь Калиновський був арештований під ім'ям Ігнатія Вітаженца в Святаянскіх стінах зі свічкою в руках. Російський уряд жорстоко розправився з учасниками повстання: сотні учасників стратили, тисячі вислали до Сибіру або віддали до армії, а їхнє майно конфіскували. Російський уряд скасував залишки автономії Королівства. Січневе повстання, ставши найбільш масовим і демократичним з усіх польсько-литовських національно-визвольних повстань XIX століття, сприяло зростанню національної свідомості широких верств суспільства колишньої Республіки Обидвох Народів.

## У літературі
Національно-визвольна боротьба білоруського народу проти Російської імперії (1863—1864) описана в романі білоруського письменника Анатолія Боровського «Волею обраний». Роман відзначений літературною премією «Воїн світла» (2016). Описує історію кохання ватажка білорусько-польського повстання 1863—1864 років проти російського імперіалізму Вікентія (Кастуся) Калиновського та Марії Ямонт, яке вони пронесли через боротьбу, довівши, що у світі немає нічого важливішого від любові. Зосередившись на почуттях героїв роману, письменник пояснює, чому повстання зазнало поразки.